# ثبات قیمتی
ثبات قیمتی (به انگلیسی:Price stability) هدف سیاست‌های پولی و مالی است که حمایت از نرخ‌های پایدار در فعالیت‌های اقتصادی را به دنبال دارند. سیاست‌های اقتصادی معمولاً برای حفظ نرخ بسیار پایین تورم یا کاهش تورم تنظیم می‌شوند. به عنوان مثال، بانک مرکزی اروپا (ECB) ثبات قیمت را به عنوان افزایش سال به سال در شاخص هماهنگ‌شده قیمت‌های مصرف‌کننده (HICP) را برای منطقه یورو زیر ۲٪ توصیف می‌کند. با این حال، بانک مرکزی اروپا با اشاره به «افزایش HICP زیر ۲٪» روشن می‌کند که نه تنها تورم پایدار بالای ۲٪، بلکه کاهش تورم (یعنی کاهش مداوم سطح عمومی قیمت‌ها) با هدف داشتن ثبات در قیمت‌ها همخوانی ندارد.
در ایالات متحده، لایحه فدرال رزرو (که در سال ۱۹۷۷ اصلاح شد) به فدرال رزرو اجازه می‌دهد تا سیاست‌هایی را دنبال کند که «حداکثر اشتغال، قیمت‌های پایدار و نرخ‌های بهره بلندمدت متوسط» را ترویج می‌کند. فدرال رزرو مدت‌ها پیش تشخیص داد که بهترین راه برای تحقق این دستورها و الزامات قانونی، هدف گذاری نرخ تورم حدود ۲ درصد است. فدرال رزرو در سال ۲۰۱۱ میلادی رسماً افزایش سالانه ۲ درصدی در شاخص قیمت هزینه‌های مصرف شخصی(که اغلب تورم PCE نامیده می‌شود) را به عنوان هدف خود اتخاذ کرد. از اواسط روند دهه ۱۹۹۰ میلادی، اندازه‌گیری فدرال رزرو از روند تورم به‌طور میانگین ۱٫۷٪ بود، که تنها ۰٫۳٪ از هدف ۲٪ کمیته فدرال بازار باز برای تورم کلی PCE فاصله داشت. تورم روندی که با شاخص قیمت هزینه‌های مصرف شخصی PCE - یعنی بدون احتساب غذا و انرژی - اندازه‌گیری می‌شود، طی ۲۰ سال گذشته بین ۱٫۲ تا ۲٫۳ درصد در نوسان بوده‌است.
در مدیریت نرخ تورم یا کاهش تورم، اطلاعات و انتظارات نقش مهمی ایفا می‌کنند، همان‌طور که جفری لکر، رئیس بانک فدرال رزرو ریچموند توضیح می‌دهد، در مدیریت نرخ تورم یا کاهش تورم، اطلاعات و انتظارات نقش مهمی ایفا می‌کنند: «اگر مردم انتظار داشته باشند که تورم ارزش آتی و آینده پول را از بین می‌برد، آنها به‌طوری منطقی ارزش کمتری برای پول خود در امروز قائل خواهند بود. این اصل در مورد رفتار تعیین قیمتی در شرکت‌ها نیز به خوبی اعمال می‌شود. اگر بنگاهی یا شرکتی انتظار داشته باشد که سطح عمومی قیمت‌ها طی سال آینده ۳ درصد افزایش یابد، هنگام تعیین قیمت‌های امروزی خود، افزایش مورد انتظار در هزینه‌های نهاده‌ها و قیمت‌های جایگزین را نیز در نظر می‌گیرد.»